# Hemicyclops acanthophorus
Hemicyclops acanthophorus is een eenoogkreeftjessoort uit de familie van de Clausidiidae. De wetenschappelijke naam van de soort is voor het eerst geldig gepubliceerd in 1995 door Humes.